# Томас Цандер
Томас Цандер (нім. Thomas Zander; нар. 25 серпня 1967, Ален, Баден-Вюртемберг) — німецький борець греко-римського стилю, чемпіон, срібний та дворазовий бронзовий призер чемпіонатів світу, чотириразовий чемпіон, срібний та бронзовий призер чемпіонатів Європи, срібний призер Олімпійських ігор.

## Життєпис
Боротьбою почав займатися з 1973 року.
Виступав за борцівський клуб KSV Ален. Тренери — Лотар Руч, Ганс-Юрген Вейчерт.
За професією — поліцейський.

## Спортивні результати на міжнародних змаганнях

### Виступи на Олімпіадах
| Змагання                    | Збірна    | Вагова категорія                 | Місце  |
| --------------------------- | --------- | -------------------------------- | ------ |
| Літні Олімпійські ігри 1992 | Німеччина | греко-римська боротьба, до 82 кг | 7      |
| Літні Олімпійські ігри 1996 | Німеччина | греко-римська боротьба, до 82 кг | Срібло |
| Літні Олімпійські ігри 2000 | Німеччина | греко-римська боротьба, до 85 кг | 12     |

### Виступи на Чемпіонатах світу
| Змагання                        | Збірна    | Вагова категорія                 | Місце  |
| ------------------------------- | --------- | -------------------------------- | ------ |
| Чемпіонат світу з боротьби 1989 | Німеччина | греко-римська боротьба, до 82 кг | 7      |
| Чемпіонат світу з боротьби 1991 | Німеччина | греко-римська боротьба, до 82 кг | 6      |
| Чемпіонат світу з боротьби 1994 | Німеччина | греко-римська боротьба, до 82 кг | Золото |
| Чемпіонат світу з боротьби 1995 | Німеччина | греко-римська боротьба, до 82 кг | Бронза |
| Чемпіонат світу з боротьби 1997 | Німеччина | греко-римська боротьба, до 85 кг | Бронза |
| Чемпіонат світу з боротьби 1998 | Німеччина | греко-римська боротьба, до 85 кг | 8      |
| Чемпіонат світу з боротьби 1999 | Німеччина | греко-римська боротьба, до 85 кг | Срібло |

### Виступи на Чемпіонатах Європи
| Змагання                         | Збірна    | Вагова категорія                 | Місце  |
| -------------------------------- | --------- | -------------------------------- | ------ |
| Чемпіонат Європи з боротьби 1990 | Німеччина | греко-римська боротьба, до 82 кг | Золото |
| Чемпіонат Європи з боротьби 1991 | Німеччина | греко-римська боротьба, до 82 кг | Бронза |
| Чемпіонат Європи з боротьби 1992 | Німеччина | греко-римська боротьба, до 82 кг | Золото |
| Чемпіонат Європи з боротьби 1993 | Німеччина | греко-римська боротьба, до 82 кг | Золото |
| Чемпіонат Європи з боротьби 1994 | Німеччина | греко-римська боротьба, до 82 кг | Золото |
| Чемпіонат Європи з боротьби 1995 | Німеччина | греко-римська боротьба, до 82 кг | 13     |
| Чемпіонат Європи з боротьби 1996 | Німеччина | греко-римська боротьба, до 82 кг | 26     |
| Чемпіонат Європи з боротьби 1997 | Німеччина | греко-римська боротьба, до 85 кг | Срібло |
| Чемпіонат Європи з боротьби 1998 | Німеччина | греко-римська боротьба, до 85 кг | 4      |
| Чемпіонат Європи з боротьби 1999 | Німеччина | греко-римська боротьба, до 85 кг | 12     |

### Виступи на інших змаганнях
| Змагання                           | Збірна    | Вагова категорія                 | Місце  |
| ---------------------------------- | --------- | -------------------------------- | ------ |
| Гран-прі Німеччини з боротьби 1987 | Німеччина | греко-римська боротьба, до 82 кг | 5      |
| Гран-прі Німеччини з боротьби 1989 | Німеччина | греко-римська боротьба, до 82 кг | Срібло |
| Гран-прі Німеччини з боротьби 1990 | Німеччина | греко-римська боротьба, до 82 кг | 8      |
| Гран-прі Німеччини з боротьби 1994 | Німеччина | греко-римська боротьба, до 82 кг | Срібло |

### Виступи на змаганнях молодших вікових груп
| Змагання                                     | Збірна    | Вагова категорія                 | Місце |
| -------------------------------------------- | --------- | -------------------------------- | ----- |
| Чемпіонат світу з боротьби серед молоді 1987 | Німеччина | греко-римська боротьба, до 82 кг | 6     |